# WTA Austrian Open 1977
Il WTA Austrian Open 1977 è stato un torneo di tennis giocato sulla terra rossa. È stata la 10ª edizione del torneo, che fa parte dei Tornei di tennis femminili indipendenti nel 1977. Si è giocato a Kitzbühel in Austria, dall'11 al 17 luglio 1977.

## Campionesse

### Singolare
Renáta Tomanová ha battuto in finale  Katja Ebbinghaus con il punteggio di 6–3, 7–5.

### Doppio
Helen Gourlay-Cawley /  Rayni Fox hanno battuto in finale  Lesley Charles /  Jackie Fayter con il punteggio di 6–1, 6–4.